# Piotr Stachiewicz

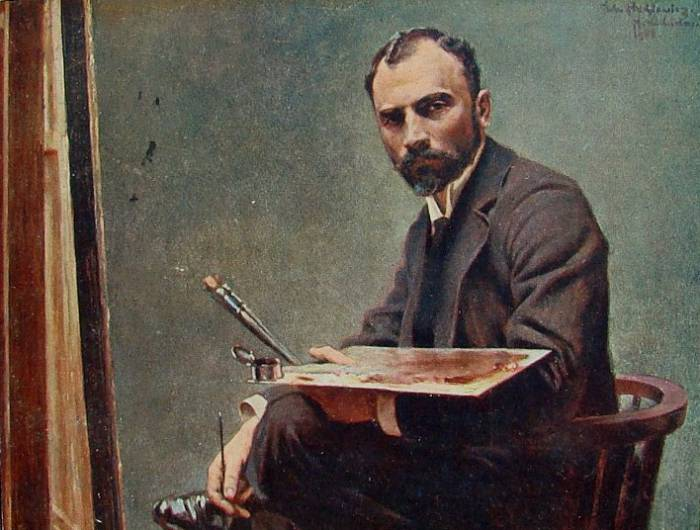
Chân dung tự họa (khoảng năm 1900)

Piotr Stachiewicz (sinh ngày 29 tháng 10 năm 1858 tại Nowosiółki Gościnne, (nay là Ukraine) - mất ngày 14 tháng 4 năm 1938 tại Kraków) là một họa sĩ và họa sĩ minh họa người Ba Lan.

## Tiểu sử

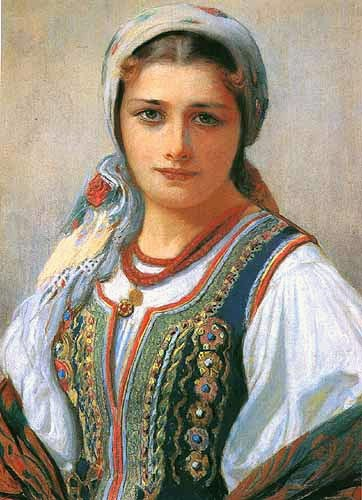
Sophy xinh đẹp

Trong các năm 1877-1883, Stachiewicz học vẽ tại Học viện Mỹ thuật Kraków, làm học trò của Władysław Łuszczkiewicz và Florian Cynk. Từ năm 1883 đến năm 1885, ông tiếp tục học tại Học viện Mỹ thuật, Munich, làm học trò của họa sĩ Otto Seitz. Sau khi tốt nghiệp, ông thực hiện một chuyến đi xa đến thăm Ý, Hy Lạp và Jerusalem.
Sau đó, Stachiewicz định cư tại Kraków. Tại đây, ông vẽ nhiều tranh chân dung, tranh tả lịch sử và tranh tôn giáo. Trong thời kỳ này, ông đã vẽ nên một số tác phẩm nổi tiếng nhất của mình, đó là sê-ri tranh về người mẫu nổi tiếng Zofia Paluchowa mặc trang phục dân gian truyền thống. Stachiewicz cũng thiết kế tranh khảm cho Vương cung thánh đường Thánh Tâm Chúa Giêsu. Năm 1889, ông trở thành thành viên của Hội những người bạn Mỹ thuật Kraków, sau đó ông giữ chức Phó Chủ tịch của hội từ năm 1900 đến 1913. Năm 1893, ông từ chối lời đề nghị bổ nhiệm ông vào vị trí Giám đốc Học viện Mỹ thuật Kraków vì ở đây đang trải qua sự tái tổ chức và sẽ yêu cầu ông phải sa thải một số người thầy cũ của mình.
Stachiewicz cũng vẽ minh họa cho các tác phẩm của Adam Mickiewicz, Maria Konopnicka và Józef Ignacy Kraszewski. Tác phẩm đáng chú ý nhất của ông trong lĩnh vực này là một sê-ri gồm 22 bức tranh vẽ minh họa cho tiểu thuyết Quo Vadis của Henryk Sienkiewicz, sau này chúng được dùng làm hình trên bưu thiếp. Những bức tranh này tưởng như đã thất lạc nhưng vào năm 2014, chúng được tìm thấy và trở về từ Hoa Kỳ để triển lãm ở Ba Lan. Các nguồn khác cho thấy rằng những tác phẩm này chỉ nằm trong một bộ sưu tập tư nhân và được tham gia triển lãm tại Viện Nghệ thuật Detroit vào năm 1953.
Từ năm 1893 đến năm 1895, Stachiewicz đã vẽ một loạt các bức tranh mô tả các công nhân trong Mỏ muối Wieliczka. Các tác phẩm này đã mang về cho ông một giải thưởng của Học viện Ba Lan. Các bản gốc đã bị mất trong Chiến tranh thế giới thứ hai nhưng một số bản sao màu vẫn tồn tại.
Stachiewicz cùng Włodzimierz Tetmajer đã lập ra một bán nguyệt san lấy tên là Świat (The World). Ông cũng nổi tiếng với hàng loạt các tranh tôn giáo về Đức Mẹ Częstochowa. Năm 1923, ông được trao tặng Huân chương Polonia Restituta.

## Tác phẩm tiêu biểu

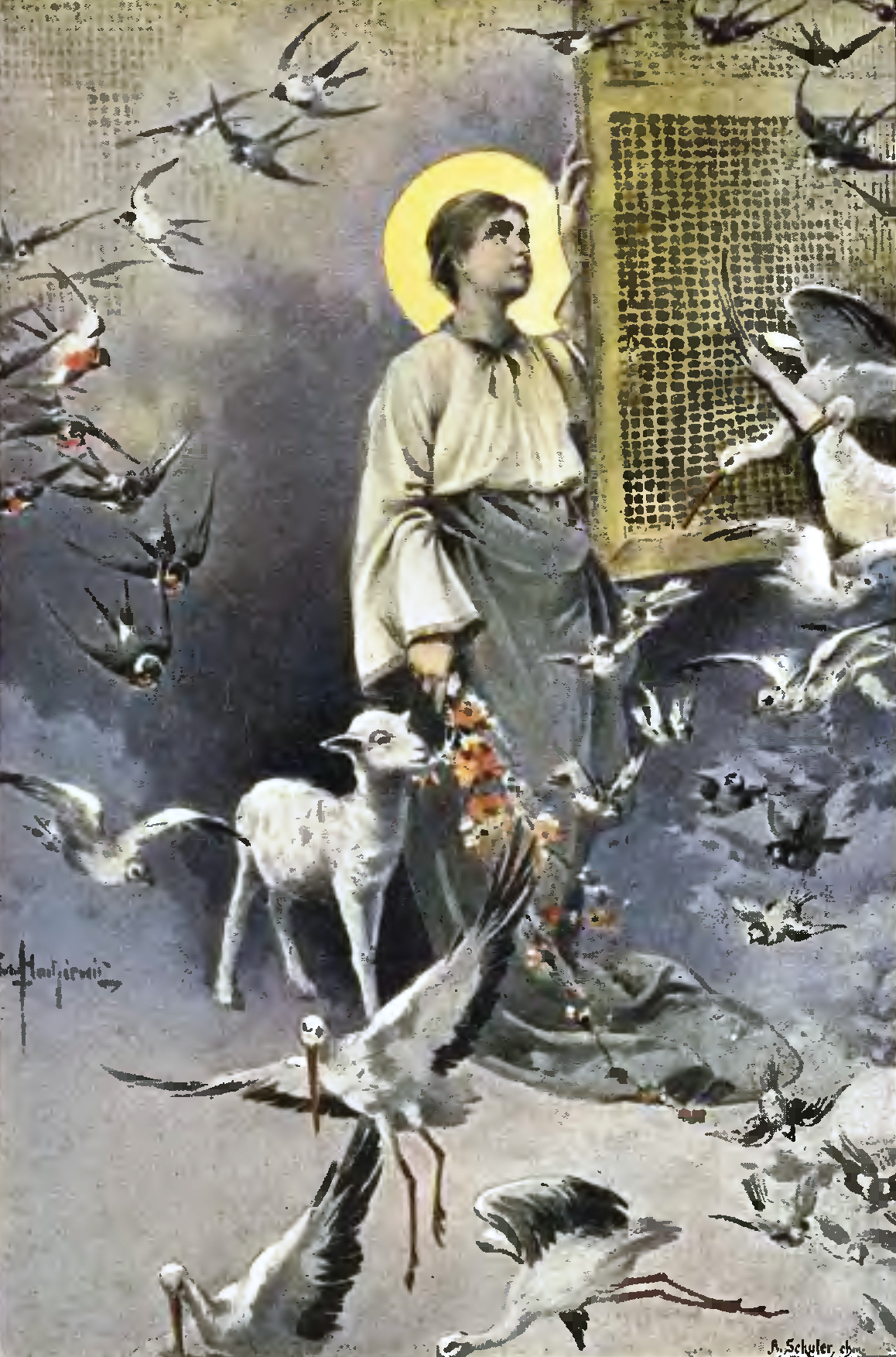
Bìa minh họa cho "New Summer" của Konopnicka
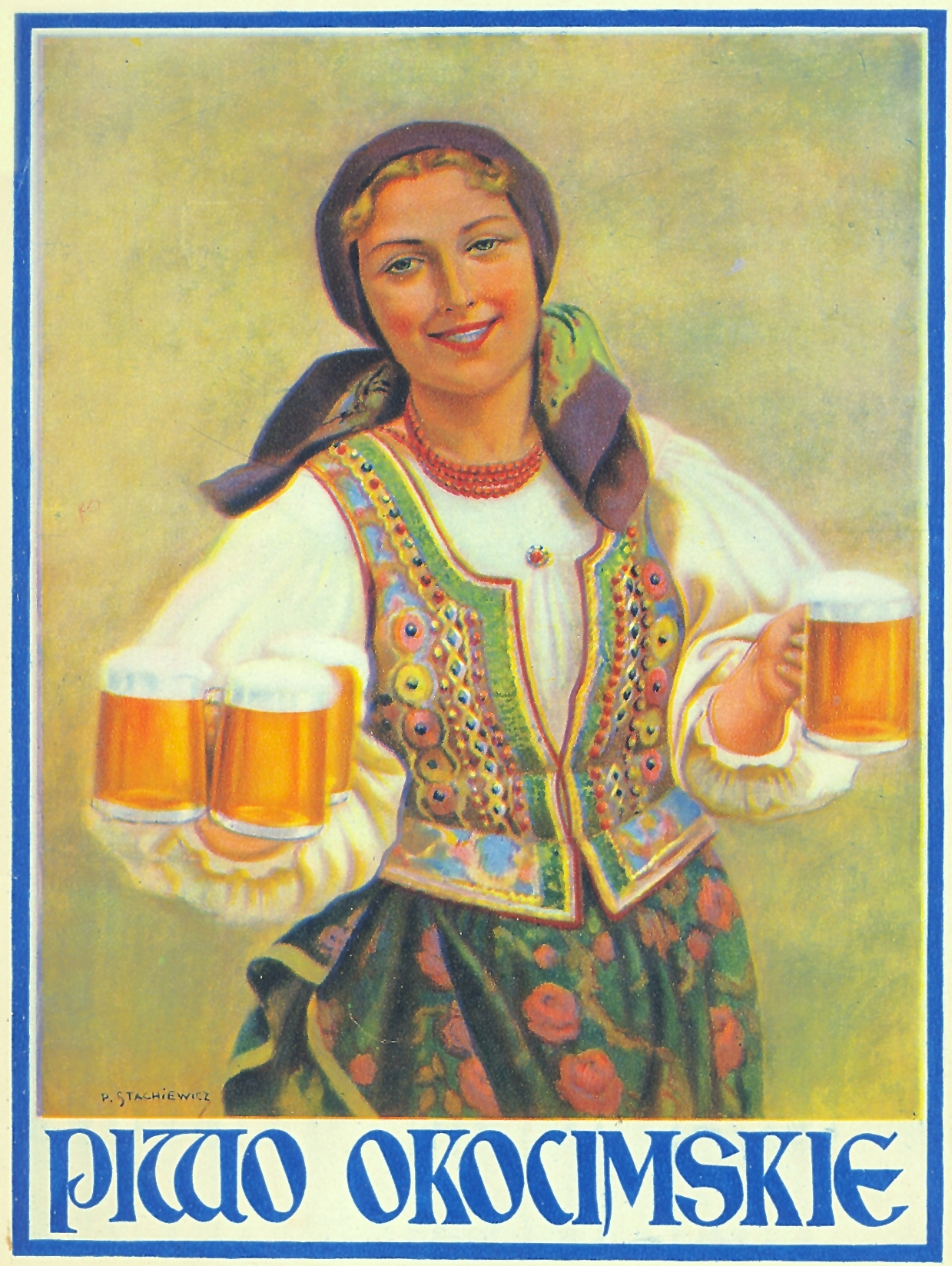
Quảng cáo cho Bia Okocim
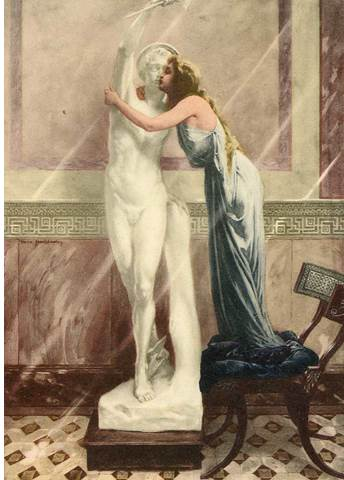
Eunice hôn bức tượng Petronius (Quo Vadis)
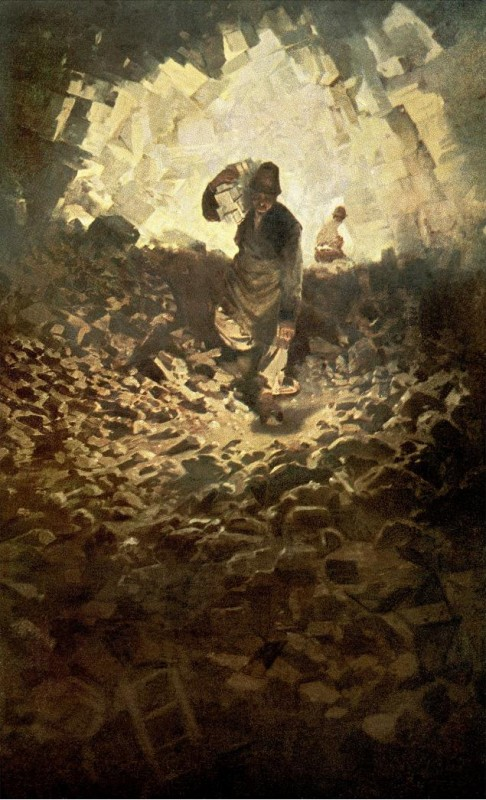
Crystal Grotto (Mỏ muối Wielicka)
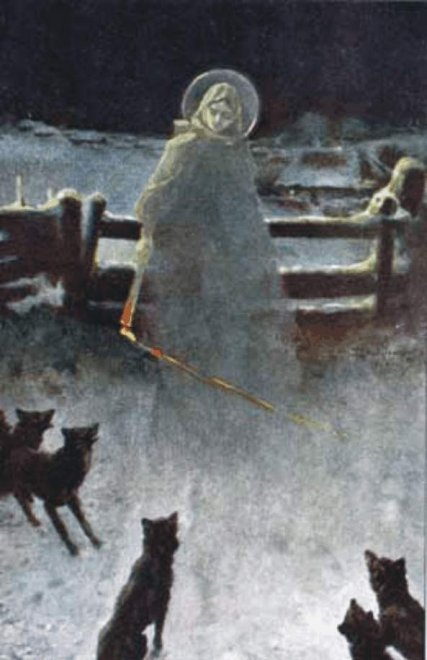
Huyền thoại Đức Mẹ